# Polacy w Niemczech
Polacy w Niemczech – zbiorowość Polaków, osób polskiego pochodzenia lub wywodzących swoje korzenie z Polski, obejmująca m.in. potomków członków przedwojennej mniejszości polskiej, uchodźców politycznych lub emigrantów ekonomicznych, obywateli polskich o statusie cudzoziemców w Niemczech, jak również osoby, które opuściły Polskę deklarując niemieckie pochodzenie, a odwołujące się również do swojej polskiej tożsamości.
Według danych GUS Niemcy są drugim (za Wielką Brytanią) krajem o największej liczbie długookresowych migrantów z Polski. Wcześniejsze dane GUS, biorące pod uwagę także migracje na krótszy okres, wskazywały, że Niemcy są najpopularniejszym krajem polskiej migracji.

## Charakterystyka
Zbiorowość migrantów z Polski jest silnie zróżnicowana pod względem poczucia tożsamości etniczno-kulturowej, co wynika z falowości migracji z Polski do Niemiec.
W ciągu ostatnich dwustu lat do Niemiec przemieściło się z terytoriów Polski ponad 8 mln osób.
Można tu rozróżniać m.in. Polaków, którzy znaleźli się w obrębie Związku Niemieckiego na skutek przesunięcia granic, oraz Polaków, którzy przybyli do Niemiec po zrywach narodowych lub w celach zarobkowych (np. w okresie stanu wojennego lub po przystąpieniu Polski do Unii Europejskiej).
Granice etniczne między Polakami i Niemcami, jak też innymi grupami autochtonicznymi, takimi jak Ślązacy, Mazurzy, czy Kaszubi, stały się w wyniku wielokrotnych zmian granic (np. w wyniku rozbiorów, po I i II wojnie światowej) w wielu przypadkach mało wyraźne.

## Historia

Polskojęzyczni w Prusach według spisu z 1905 i 1910 roku

Nowoczesna historia polskiej zbiorowości w Niemczech sięga XIX wieku.

### Okres zaborów
Masowy napływ imigrantów z terenów polskich, rozpoczął się w drugiej połowie XIX w. W latach 1870–1914 do Niemiec wyemigrowało ok. 3,5 miliona Polaków. W tym ok. 1,2 miliona Polaków przemieściło się z terenów ówczesnego zaboru pruskiego w głąb Cesarstwa Niemieckiego, 1,2 miliona polskich imigrantów pochodziło z terenów zaboru rosyjskiego, a ok. 1,1 miliona osób pochodziło z terenów zaboru austriackiego.

### Okres międzywojenny

Rodło – symbol używany przez Związek Polaków w Niemczech od 1933 r.

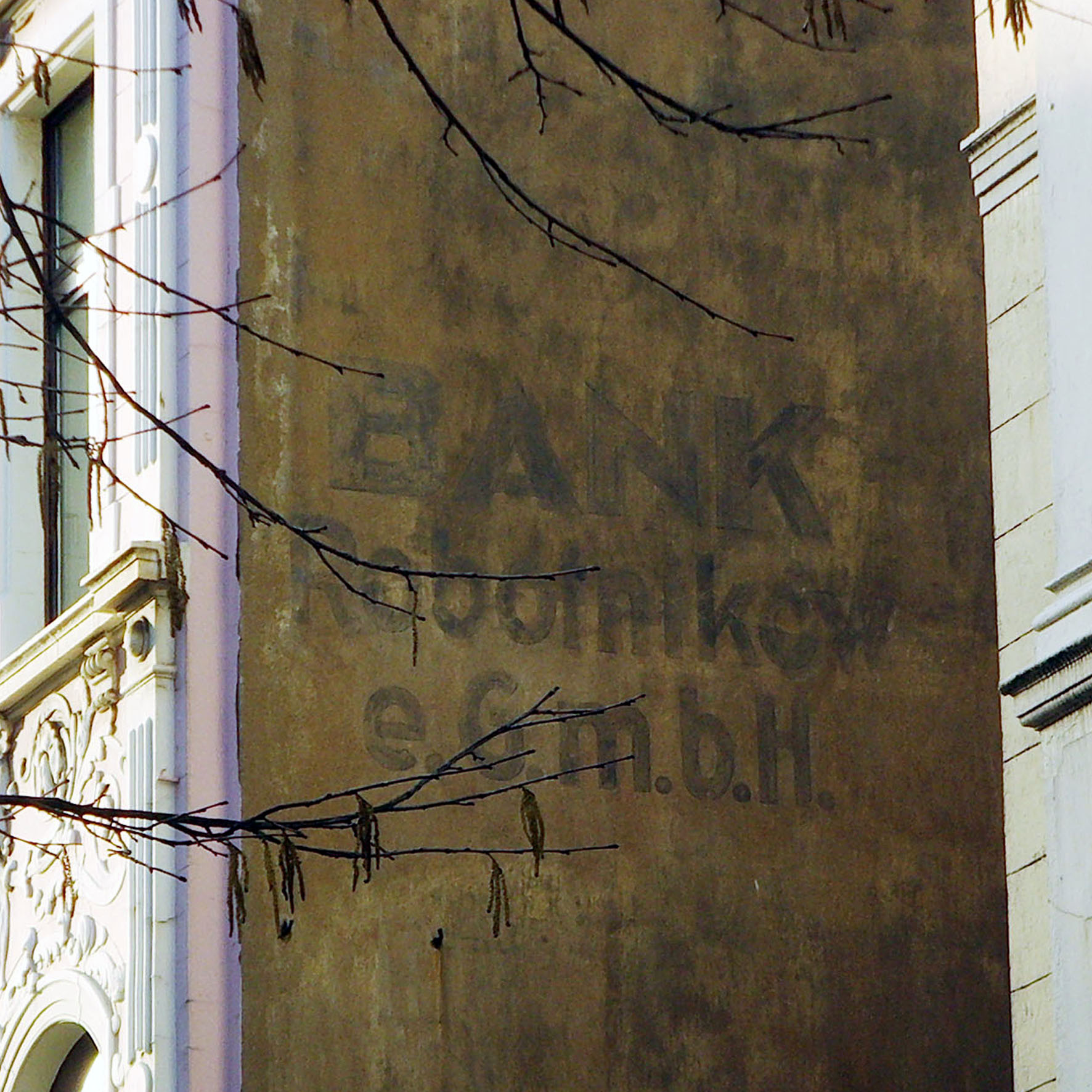
Polskojęzyczny szyld dawnego Banku Robotników w Bochum

W okresie międzywojennym oceniano, że na Śląsku mieszkało ok. 0,5 mln Polaków, a w Prusach Wschodnich ok. 100 tys. (Mazurzy). Ogólną liczbę autochtonów polskich w Niemczech szacowano na ok. 1 mln osób. Emigracja zarobkowa doprowadziła do powstania znacznych skupisk robotników polskich w Nadrenii (250 tys.). Robotnicy rolni (ok. 115 tys.) w 3/5 stale zamieszkiwali w obrębie Rzeszy, a pozostali (ok. 45 tys.) napływali do Niemiec w marcu i pozostawali tam do grudnia. Sezonowych robotników rolnych werbowała Niemiecka Centrala Robotnicza. Byli oni w stanie zaoszczędzić ok. 100 marek, ale warunki ich bytowania pozostawały bardzo ciężkie.
Centralną organizację polskiej mniejszości stanowił Związek Polaków w Niemczech, powstały w 1923 roku w Berlinie. Podzielony na pięć dzielnic terytorialnych liczył ok. 100 tys. członków. Organizacje zawodowe reprezentowało Zjednoczenie Zawodowe Polskie z centralą w Bochum, założone w 1902 roku. Posiadało ono ok. 13 tys. członków, głównie w Westfalii. Działały również stowarzyszenia kościelne, towarzyskie i gimnastyczne (Sokół). Poważne zasługi dla środowiska polskiego miało Towarzystwo Polskich Przemysłowców w Berlinie, założone w 1867 roku. Skupiało ono ok. 200 członków, przeważnie rzemieślników. Gospodarczy rozwój Polaków w Niemczech wspierały m.in. Bank Słowiański i Związek Spółdzielni Polskich. Prasę polską reprezentowało kilkanaście czasopism. Najpoważniejszym pismem był wychodzący w Bytomiu „Katolik”. Istniały także kluby sportowe, jak np. PKS Berlin.
Polskie szkolnictwo borykało się z dużymi trudnościami. Istniały 32 publiczne szkoły polskie (stan z kwietnia 1929 r.) – wyłącznie w rejencji opolskiej, gdzie uczęszczało do nich 646 dzieci. Nauka języka polskiego odbywała się także w 31 szkołach niemieckich, zlokalizowanych głównie na Warmii i terenach pogranicznych. Lekcje odbywały się w wymiarze dwóch do czterech godzin tygodniowo, a uczęszczało na nie 1400 dzieci. W Westfalii i Prusach Wschodnich szkolnictwo polskie było wyłącznie prywatne i słabo rozwinięte. W całych Niemczech naukę języka polskiego pobierało 4 tys. dzieci.

### II wojna światowa

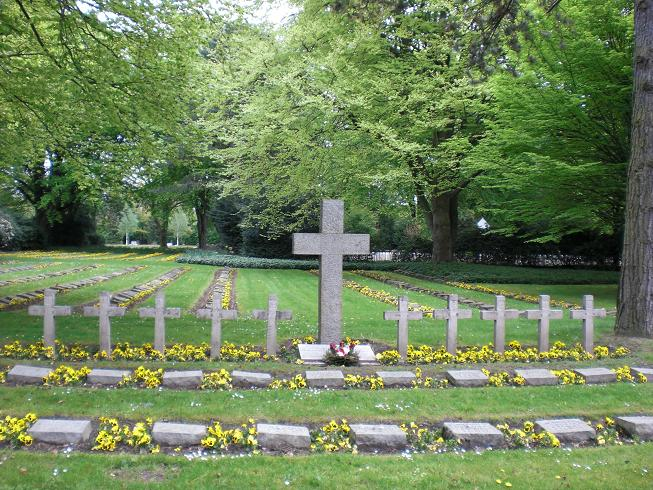
Polska Kwatera Wojenna na cmentarzu Ohlsdorf w Hamburgu

Od dnia wejścia w życie dekretów wydanych w III Rzeszy 7 września 1939 (po agresji Niemiec na Polskę) Polacy mieszkający w Niemczech nie posiadają statusu mniejszości narodowej. W lutym 1940 organizacje Polaków w Niemczech zostały rozwiązane, ich majątek skonfiskowany, a działalność zakazana na mocy rozporządzenia Rady Ministrów Obrony Rzeszy, sygnowanego przez Hermanna Göringa.

### Okres powojenny
Wskutek zmian granicznych po II wojnie światowej, autochtoniczna ludność polska nie zamieszkiwała terytorium Niemiec, ponieważ tereny zamieszkane przez nią przed wojną stały się częścią państwa polskiego. W północno-zachodnich Niemczech do 1948 r. istniała polska strefa okupacyjna Niemiec. Polacy licznie zamieszkiwali ówczesną stolicę strefy – Maczków.

#### Lata 80. XX w.
Liczebność imigracji „solidarnościowej” w Niemczech szacowana jest na od 100 do 850 tys. osób.
Tzw. emigracja solidarnościowa, wraz z późnymi przesiedleńcami z lat 80., stanowi kulturowy i społeczny trzon polskiej zbiorowości w Niemczech.

## Współczesność

Udział obywateli Polski w populacji Niemiec w 2021 według powiatów

| Polacy w Niemczech  | Polacy w Niemczech |
| ------------------- | --- |
| Liczebność          | ok. 1,5–2 mln |
| Organizacja         | Stała Konferencja Organizacji Dachowych Polonii i Polaków w Niemczech, Konwent Organizacji Polskich w Niemczech, Związek Polaków w Niemczech, Kongres Polonii Niemieckiej |
| Największe skupiska | Zagłębie Ruhry, Hamburg, Berlin |

### Liczebność
Obecnie w Niemczech mieszka według różnych danych ok. 1,5–2 mln Polaków, osób polskiego pochodzenia lub wywodzących się z Polski. Według Ministerstwa Spraw Zagranicznych należy jednak zakładać, że duża część z nich, zwłaszcza przesiedleńców, nie identyfikuje się z polskością.
Według danych niemieckiego urzędu statystycznego z 2017 w Niemczech zameldowanych było 783 000 osób legitymujących się wyłącznie obywatelstwem polskim oraz 690 000 osób posiadających zarówno niemieckie, jak i polskie obywatelstwo.
Według Federalnego Urzędu Statystycznego w 2023 roku 887 715 Polaków, ale w 2024 roku liczba ta spadła do 864 980.

### Rozmieszczenie
| Kraj związkowy                | Osoby z polskim tłem migracyjnym |
| ----------------------------- | -------------------------------- |
| Nadrenia Północna-Westfalia   | 786 480                          |
| Bawaria                       | 202 220                          |
| Badenia-Wirtembergia          | 202 210                          |
| Dolna Saksonia                | 201 620                          |
| Hesja                         | 163 200                          |
| Berlin                        | 101 080                          |
| Nadrenia-Palatynat            | 88 860                           |
| Hamburg                       | 71 260                           |
| Szlezwik-Holsztyn             | 55 510                           |
| Brandenburgia                 | 27 940                           |
| Brema                         | 26 270                           |
| Saksonia                      | 25 700                           |
| Saara                         | 19 870                           |
| Meklemburgia-Pomorze Przednie | 13 250                           |
| Saksonia-Anhalt               | 10 790                           |
| Turyngia                      | 10 140                           |
| Razem                         | 2 006 410                        |

### Status prawny
Pod względem statusu prawnego można rozróżniać osoby posiadające wyłącznie obywatelstwo niemieckie, osoby posiadające wyłącznie polskie obywatelstwo oraz osoby z podwójnym obywatelstwem.
Polacy w Niemczech nie mają obecnie statusu mniejszości narodowej, który to został im odebrany przez władze III Rzeszy.
W listopadzie 2014 niemieckie ministerstwo spraw wewnętrznych odrzuciło wniosek Związku Polaków w Niemczech o nadanie Polakom statusu mniejszości.

### Organizacje
20 sierpnia 2010 utworzono Stałą Konferencję Organizacji Duchowych Polonii i Polaków w Niemczech, złożoną z przedstawicieli Konwentu Organizacji Polskich w Niemczech (Chrześcijańskiego Centrum Krzewienia Kultury Tradycji i Języka Polskiego w Niemczech, Kongresu Polonii Niemieckiej, Polskiej Rady w Niemczech – Zrzeszenie Federalne i Związku Polaków „Zgoda” w RFN) oraz Związku Polaków w Niemczech, której celem jest wypracowywanie wspólnego stanowiska Polonii Niemieckiej i Polaków w Niemczech oraz reprezentowania ich wobec władz niemieckich, polskich i Unii Europejskiej.

## Religia
Dla Polonii, wiernych kościoła rzymskokatolickiego odbywają się w kościołach kilkudziesięciu miast mszę w języku polskim. W języku polskim odbywają się również spotkania religijne innych wyznań, m.in. Świadków Jehowy, Zielonoświątkowców i Kościoła Adwentystów Dnia Siódmego.

## Opracowania
- Friedrich Heckmann: Ethnische Minderheit, Volk und Nation. Stuttgart 1993
- T. Kaczmarek: Polen und Deutschland. Von Nachbarschaft zu Partnerschaft. Bogucki 2006, ISBN 978-83-60247-61-7.
- Andrzej Kaluza: Zuwanderer aus Polen in Deutschland. UTOPIE kreativ, Rosa-Luxemburg-Stiftung 2002 (pdf; 93 kB) (niem.)
- Piotr Małoszewski: Sytuacja Polaków w Niemczech w zakresie dostępu do nauki języka ojczystego. Czy nauczanie języka polskiego skazane jest na wymarcie?
- Sebastian Nagel, Zwischen zwei Welten. Kulturelle Strukturen der polnischsprachigen Bevölkerung in Deutschland – Analyse und Empfehlungen, wyd. Stuttgart, Institut für Auslandsbeziehungen, 2009 [zarchiwizowane z adresu 2014-07-19] (niem.). Brak numerów stron w książce
- Michał Nowosielski: Relacje polskich organizacji w RFN z niemieckimi władzami. Biuletyn Instytutu Zachodniego
- Krzysztof Sawicki: Raport o sytuacji Polonii i Polaków za granicą 2009. zespół pracowników Departamentu Współpracy z Polonią MSZ. Warszawa: Polski Instytut Spraw Międzynarodowych, 2009, s. 177–185. ISBN 978-83-89607-81-2. [dostęp 2011-02-28]. (pol.).
- Lech Trzeciakowski: Polscy posłowie w Berlinie 1848–1928. Wydawnictwo Sejmowe, Warszawa 2003
- Malgorzata Warchol-Schlottmann: Polonia in Germany. The Sarmatian Review 2001 (ang.)
- Wojciech Wrzesiński: Polski ruch narodowy w Niemczech w latach 1922–1939. Ossolineum 1993
- Dariusz Matelski, Polacy w Niemczech między wojnami (1919-1939), „Przegląd Nauk Historycznych”, r. III, nr 2 (2004), Łódź 2006, s. 63–94.
- Krzysztof Rak: Sytuacja polskiej mniejszości narodowej w Niemczech. Warszawa 2010